# 多伊爾鎮區 (堪薩斯州馬里昂縣)
多伊爾鎮區（英語：Doyle Township）為美國堪薩斯州馬里昂縣轄下的鎮區。2010年美国人口普查中此鎮區人口有60人。

## 地理
多伊爾鎮區涵蓋總面積為97.6平方（37.70平方英里），其中陸地面積為97.4平方（37.59平方英里），水域面積為0.28平方（0.11平方英里）或0.29%。海拔高度1,378（4,521英尺）。

## 人口統計
根據2010年美國人口普查，多伊爾鎮區人口有60人，其中男性有34人，女性有26人，人口密度為每平方公里0.61人，住房計29戶。鎮區內的白人有50人，非裔美國人有3人，美洲原住民有1人，亞裔美國人有0人，太平洋島裔美國人有0人，其他種族有6人，混血種族則有0人。此外鎮區內有7人為西班牙裔或拉丁裔美國人。此鎮區之年齡中位數為48.5歲，而男性年齡中位數為49.0歲，女性年齡中位數為48.0歲。

## 交通

### 主要公路
- 50號美國國道
- 77號美國國道